# 뉘른베르크 원칙
뉘른베르크 원칙(Nuremberg principles)은 전쟁범죄를 구성하는 요소를 결정하기 위한 일련의 지침이다. 이 문서는 유엔의 국제법 위원회가 제2차 세계 대전 이후 나치 당원에 대한 뉘른베르크 국제군사재판의 근간이 되는 법 원칙을 성문화하기 위해 작성했다.

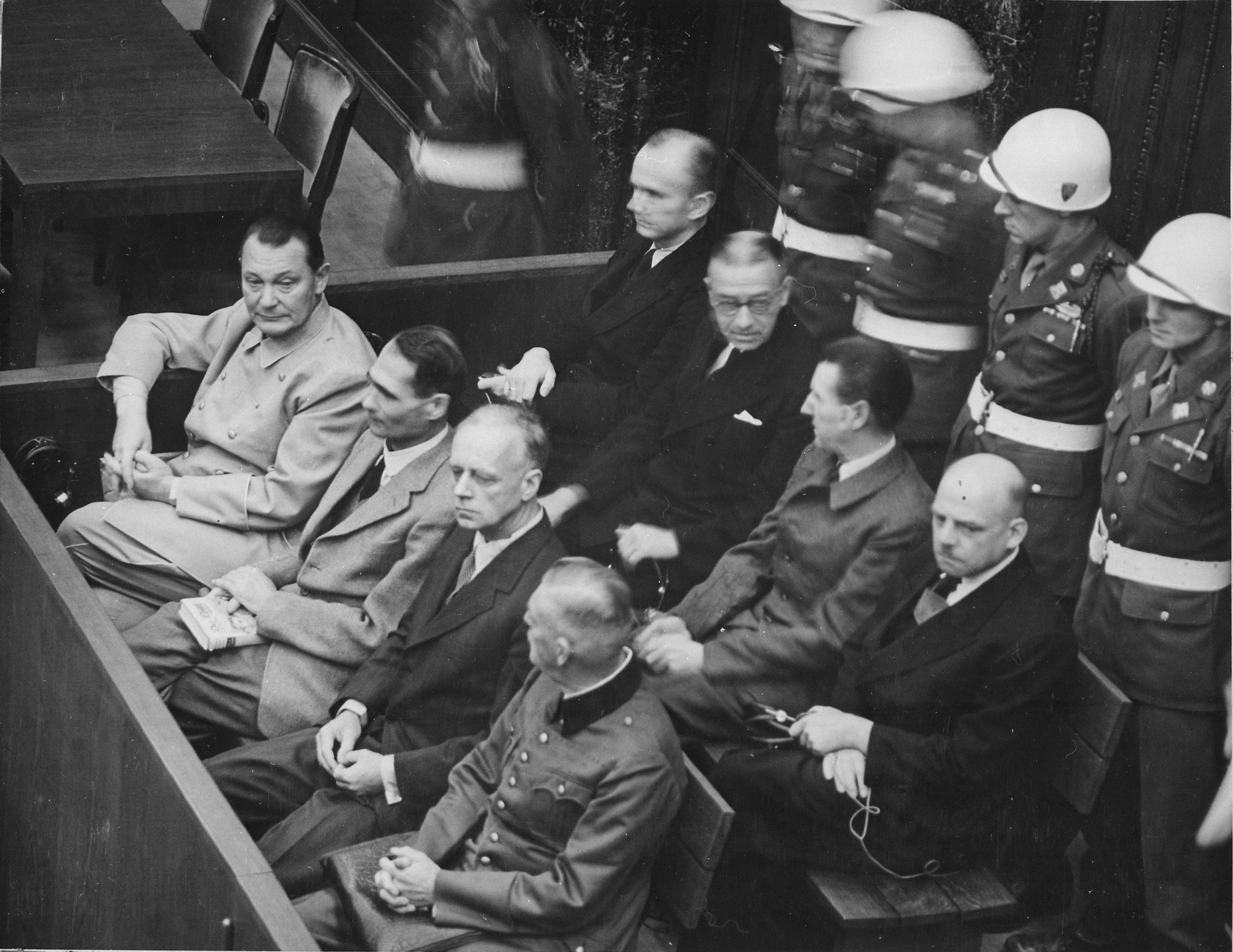
뉘른베르크 국제군사재판의 피고인 그룹, 뉘른베르크 원칙이 확립된 재판

## 원칙

### 원칙 I
국제형법 상 범죄를 구성하는 행위를 저지른 자는 그에 대해 책임이 있고 처벌을 받는다.

### 원칙 II
국제법 상 범죄를 구성하는 행위에 대해 국내법이 형벌을 부과하지 않는다는 사실은 그 행위를 저지른 자의 국제법상 책임을 면제하지 않는다.

### 원칙 III
국제법 상 범죄를 구성하는 행위를 저지른 자가 국가원수 또는 책임정부의 벼슬아치로서 행동했다는 사실은 그의 국제법상 책임을 면제하지 않는다.

### 원칙 IV
개인에게 도덕적 선택의 여지가 있었다면, 정부나 상급자의 명령에 따라 행동했다는 사실은 국제법상 책임을 면제하지 않는다.

이 원칙은 다음과 같이 바꿔 말할 수 있다: "단지 상급자의 명령을 따랐을 뿐이라고 말하는 것은 용납될 수 있는 변명이 아니다."
뉘른베르크 국제군사재판 이전에는 이러한 변명이 일반적으로 "상관 명령"으로 알려져 있었다. 뉘른베르크 국제군사재판이라는 저명하고 세간의 이목을 끄는 사건 이후, 그 변명은 이제 많은 사람들에 의해 "뉘른베르크 변명"이라고 불린다. 최근에는 세 번째 용어인 "합법적인 명령"이 일부 사람들에게는 일반적인 용어가 되었다. 이 세 가지 용어는 오늘날 모두 사용되며, 사용되는 맥락에 따라 약간씩 다른 의미의 뉘앙스를 갖는다.
뉘른베르크 원칙 IV는 양심적 병역 거부와 간접적으로 관련된 세계인권선언의 특정 조항에 명시된 법학에 의해 법적으로 지지된다. 또한 유엔난민기구 (UNHCR)가 발행한 난민 지위를 결정하기 위한 절차 및 기준에 관한 핸드북의 171항에 명시된 원칙에 의해서도 지지된다. 이 원칙들은 양심적 병역 거부자가 자신의 국가에서 불법 전쟁에 참여하는 것을 거부하여 박해에 직면하는 경우 다른 국가에서 난민 지위를 신청할 수 있는 조건을 다룬다.

### 원칙 V
국제법 상 범죄로 기소된 자는 사실과 법에 대해 공정한 재판을 받을 권리를 가진다.

### 원칙 VI
이하 명시된 범죄는 국제법 상 범죄로 처벌받는다:
(a) 평화에 반한 죄:
(i) 침략 전쟁 또는 국제 조약, 협정 또는 보증을 위반하는 전쟁의 계획, 준비, 개시 또는 수행;
(ii) (i)에서 언급된 행위를 달성하기 위한 공동 계획 또는 공모에 참여.
(b) 전쟁범죄:
전쟁법 또는 관습의 위반으로, 점령지 또는 점령지 내의 민간인 개체군에 대한 모살, 학대 또는 추방을 노예 노동 또는 다른 목적을 위해 수행하는 것, 포로 또는 해상에 있는 사람에 대한 모살 또는 학대, 볼모 살해, 공물 또는 사유재산의 약탈, 도시, 마을, 또는 촌락의 자의적 파괴 또는 군사적 필요성에 의해 정당화되지 않는 황폐화를 포함하나 이에 국한되지 않는다.
(c) 인도에 반한 죄:
모든 민간인 개체군에 대한 모살, 절멸, 노예화, 추방 및 기타 비인도적 행위 또는 정치적, 인종적 또는 종교적 이유에 기반한 박해가 평화에 반한 죄 또는 전쟁범죄를 실행하거나 이와 관련하여 수행될 때.
앞서 언급된 범죄를 저지르기 위한 공동 계획 또는 공모의 수립 또는 실행에 참여한 지도자, 조직자, 선동자 및 공범은 그러한 계획의 실행에 의해 어떤 사람이 수행한 모든 행위에 대해 책임이 있다.

### 원칙 VII
원칙 VI에 명시된 평화에 반한 죄, 전쟁범죄 또는 인도에 반한 죄를 저지르는 데 공모하는 것은 국제법 상 범죄이다.

## 원칙의 효력 또는 효력 부족
유엔 헌장의 1945년 6월 26일 서명 직전 기간 동안, 헌장 초안 작성에 참여한 정부들은 유엔에게 구속력 있는 국제법의 규칙을 제정할 입법 권한을 부여하는 것에 반대했다. 결과적으로, 그들은 또한 유엔 총회에게 어떤 형태의 다수결 투표를 통해 국가에 특정 일반 협약을 부과할 권한을 부여하려는 제안을 거부했다. 그러나 헌장 제4장의 제13조 채택으로 이어진 더 제한적인 연구 및 권고 권한을 총회에 부여하는 것에 대한 강력한 지지가 있었다. 이는 유엔 총회에게 국제법의 점진적 발전과 그 성문화를 장려하는 연구를 개시하고 권고를 하도록 의무화한다. 뉘른베르크 원칙은 그 제한된 권한 하에 유엔 기관에 의해 개발되었다.
조약법과 달리 국제관습법은 성문법이 아니다. 특정 규칙이 관습법임을 증명하기 위해서는 국가 관행에 반영되어 있으며, 그러한 관행이 법적 문제로서 요구된다는 국제사회의 확신이 존재함을 보여야 한다. (예를 들어, 뉘른베르크 국제군사재판은 뉘른베르크 원칙의 "국제법"의 "관행"이었고, 그 "관행"은 국제사회에 의해 지지되었다.) 이러한 맥락에서 "관행"은 공식적인 국가 관행과 관련되며, 따라서 국가의 공식적인 성명을 포함한다. 일부 국가의 반대되는 관행은 가능하다. 만약 이 반대되는 관행이 다른 국가에 의해 비난된다면 그 규칙은 확인된다.
1947년 유엔 총회 결의안 177 (II) (a)항에 따라, 국제법 위원회는 "뉘른베르크 국제군사재판의 헌장과 재판부 판결에서 인정된 국제법 원칙을 정식화하라"는 지시를 받았다. 이 주제를 검토하는 과정에서, 위원회가 헌장과 판결에 포함된 원칙들이 어느 정도 국제법 원칙을 구성하는지 확인해야 하는지 여부에 대한 의문이 제기되었다. 결론은 뉘른베르크 원칙이 총회에 의해 확인되었으므로, 위원회에 맡겨진 임무는 국제법 원칙으로서 이 원칙들에 대한 어떤 평가를 표명하는 것이 아니라 단순히 그것들을 정식화하는 것이었다는 것이었다. 위 텍스트는 위원회에 의해 두 번째 회기에서 채택되었다. 위원회 보고서에는 또한 원칙에 대한 논평이 포함되어 있다 (Yearbook of the International Law Commission, 1950, Vol. II, pp. 374–378 참조).

## 지지되는 원칙과 지지되지 않는 원칙의 사례

### 1998년 국제형사재판소에 관한 로마 규정
뉘른베르크 원칙 IV와 개인의 책임에 대한 언급과 관련하여, 국제형사재판소에 관한 로마 규정에 국제 범죄에 대한 변호로서 상관 명령 변호의 일부가 포함되어 있다고 주장할 수 있다. (로마 규정은 심각한 국제 범죄로 기소된 개인을 재판하기 위해 설립된 국제형사재판소의 기초 문서로서 1998년에 합의되었다.) 제33조 "상관 명령 및 법률 제정"이라는 제목의 조항은,
다음과 같이 규정한다.
1. 법원의 관할권 내에서 범죄가 정부 또는 군대 또는 민간 상급자의 명령에 따라 저질러졌다는 사실은 다음의 경우를 제외하고는 그 개인의 형사 책임을 면제하지 않는다.
- (a) 그 개인이 해당 정부 또는 상급자의 명령에 복종할 법적 의무가 있었을 것;
- (b) 그 개인이 명령이 위법하다는 것을 몰랐을 것; 및
- (c) 그 명령이 명백히 위법하지 않았을 것.

2. 본 조항의 목적상, 집단학살 또는 인도에 반한 죄를 저지르라는 명령은 명백히 위법하다.
본 조항에 대한 두 가지 해석이 가능하다:
- 이러한 정식화, 특히 1항 (a)는 집단학살 및 인도에 반한 죄와 관련하여 뉘른베르크 변명의 사용을 효과적으로 금지하면서도, 해당 기준이 충족되는 경우 전쟁범죄 혐의에 대한 보호로서 뉘른베르크 변명을 사용하는 것을 허용하는 것으로 보인다.
- 그럼에도 불구하고, ICC 제33조의 이러한 해석은 논란의 여지가 있다. 예를 들어, 제33조 1항 (c)는 "명령이 명백히 위법하지 않은 경우"에만 피고인을 보호한다. 이 경우 뉘른베르크 원칙 IV를 적용 가능한 "법"으로 간주한다면 "명령"은 "위법"하다고 간주될 수 있다. 만약 그렇다면, 피고인은 보호받지 못한다. 이 경우 뉘른베르크 원칙 IV가 적용 가능한 법인지 여부에 대한 논의는 뉘른베르크 원칙의 효력 또는 효력 부족에 대한 논의에서 찾을 수 있다.

### 캐나다
뉘른베르크 원칙 IV와 개인의 책임에 대한 언급은 캐나다에서도 힌즈만 대 캐나다 사건에서 문제가 되었다. 제레미 힌즈만은 미국 육군의 탈영병으로, 양심적 병역 거부자로서 캐나다에 난민 지위를 신청했다. 그는 많은 이라크 전쟁 저항자 중 한 명이었다. 힌즈만의 변호사 제프리 하우스는 이전에 이라크 전쟁의 합법성 문제를 그들의 사건과 관련이 있다고 제기했다. 캐나다 연방 법원 판결은 2006년 3월 31일에 발표되었으며, 난민 지위 신청을 기각했다. 결정문에서 앤 막타비쉬 판사는 개인 책임 문제를 다루었다:
평화에 반한 죄에 대해 책임지려면 정책 결정 수준에 관여해야 한다... 일반적인 하급 병사는 분쟁의 합법성에 대해 스스로 개인적인 평가를 할 필요가 없다. 마찬가지로, 그러한 개인은 다른 전쟁 시기 행동이 적절하다고 가정할 때 불법 전쟁을 지지하며 싸운 것에 대해 형사 책임이 없다.

2007년 11월 15일, 캐나다 대법원의 미셸 바스타라슈, 로잘리 아벨라, 루이즈 샤론 판사로 구성된 재판부는 이유를 밝히지 않고 사건의 상고 심리를 거부하는 신청을 기각했다.

## 같이 보기
- 지휘 책임
- 제네바 협약
- 국제형사재판소
- 국제법 이론
- 전쟁법
- 국제군사재판소 런던 헌장
- 뉘른베르크 강령
- 뉘른베르크 국제군사재판
- 무력 분쟁 법치주의 프로젝트
- 법치주의
- 상위 법에 따른 통치
- 국제법의 연원

## 더 읽어보기
- Introductory note by Antonio Cassese 보관됨 2014-04-10 - 웨이백 머신 for General Assembly resolution 95(I) of 11 December 1946 (Affirmation of the Principles of International Law recognized by the Charter of the Nürnberg Tribunal) on the website of the UN Audiovisual Library of International Law 보관됨 2013-09-11 - 웨이백 머신
- Nuremberg Trial Proceedings Vol. 1 Charter of the International Military Tribunal 보관됨 2014-02-14 - 웨이백 머신 contained in the 아발론 프로젝트 archive at 예일 법학대학원
- Judgment : The Law Relating to War Crimes and Crimes Against Humanity 보관됨 2011-07-20 - 웨이백 머신 contained in the 아발론 프로젝트 archive at 예일 법학대학원